# 롯데마트
롯데마트(Lotte Mart)는 롯데쇼핑(주) 롯데마트사업본부가 운영하는 대한민국의 대형 할인점 브랜드이다. 대한민국 이외에도 중국, 베트남, 인도네시아 등 해외 3개국에 177개의 점포를 두고 있다.

## 역사
1998년 4월 1일 롯데쇼핑 할인점 사업부문이 롯데마그넷이라는 이름으로 서울특별시 광진구 구의동 테크노마트 지하 2층에 1호점인 강변점을 개점하였다. 2002년 6월부터 현재의 사명으로 변경하였는데 1993년 12월 롯데쇼핑이 해당 이름을 통해 편의점 체인을 다시 시작했으나 다음해 코리아세븐을 인수하면서 점포가 역으로 흡수됐다.
2000년 12월, 출점 최단 기간 1조원 매출을 돌파했으며, 2006년 12월 부평점 개점으로 대형 할인점 업계 사상 최단 기간인 8년 8개월 만에 50호점을 출점하였다. 2015년 10월 기준, 279개 점포를 운영하고 있다.
2006년부터는 본격적으로 해외 사업을 시작하였다. 2010년 6월 1일에는 GS마트의 14개점과 GS스퀘어의 3개점을 인수하였고, 2012년 12월 15일 기준 대한민국 104개, 중국 83개, 인도네시아 23개, 베트남 2개 등 국내외에서 210개 점포를 운영하며 한국 유통업체 중 운영 점포수 1위에 올라섰다.
세계적인 완구 유통 전문업체인 토이저러스와 라이센스 계약을 맺고 2007년 12월, 한국에서 토이저러스 매장을 처음으로 선보였으며, 이후 계속해서 매장을 확대해 나가고 있다. 또한 2008년 말, S-OIL과 주유소 사업 제휴 계약을 체결하고, 수지·구미·충주·여수·서대전·서청주에 '행복드림 주유소'를 운영하고 있다.
2012년 6월 28일 롯데마트 빅마켓이 창고형 할인마트로 금천점에 첫 개점하였다. 2013년 4월 25일 현금카드 결제가 도입되었다.
모든지점에는 롯데ATM이 있으며 부산은행, 경남은행, 카카오뱅크, 토스뱅크, 유안타증권의 카드로 입금 및 출금 그리고 이체가 가능하며 캐시비와 한페이는 충전과 사용이 가능하며 레일플러스는 충전만 할 수 있다.

## 연혁

### 국내 개·폐점
- 1996년 9월 17일 - 롯데마트 고양점 개점
- 1997년 12월 20일 - 롯데마트 시화점 개점
- 1998년 4월 1일 - 롯데마그넷 1호점 강변점 개점
- 1998년 7월 31일 - 롯데마트 계양점 개점
- 1998년 8월 21일 - 롯데마트 제타플렉스 잠실점 개점
- 1999년 1월 29일 - 롯데마트 울산점 개점
- 1999년 6월 17일 - 롯데마트 청주점 개점
- 1999년 11월 - 롯데마트 시흥점 개점
- 2000년 1월 24일 - 롯데마트 주엽점 개점
- 2000년 2월 24일 - 롯데마트 부평역점 개점
- 2000년 3월 23일 - 롯데마트 연수점 개점
- 2000년 7월 - 롯데마트 송파점 개점
- 2000년 8월 1일 - 롯데마트 석사점 개점
- 2000년 8월 30일 - 롯데마트 천안점 개점
- 2000년 9월 - 롯데마트 사하점 개점
- 2000년 9월 6일 - 롯데마트 상무점 개점
- 2000년 10월 13일 - 롯데마트 서대구점 개점
- 2000년 11월 - 롯데마트 행당역점 개점
- 2000년 12월 - 롯데마트 의정부점 개점
- 2001년 3월 29일 - 롯데마트 화명점 개점
- 2001년 5월 - 롯데마트 화정점 개점
- 2001년 8월 30일 - 롯데마트 익산점 개점
- 2001년 9월 20일 - 롯데마트 해운대점 개점
- 2001년 10월 23일 - 롯데마트 서대전점 개점
- 2001년 12월 3일 - 롯데마트 충주점 개점
- 2002년 3월 13일 - 롯데마트 마산점 개점
- 2002년 5월 18일 - 롯데마트 목포점 개점
- 2002년 6월 20일 - 롯데마트 도봉점 개점
- 2002년 6월 27일 - 롯데마트 동대전점 개점
- 2002년 7월 19일 - 롯데마트 의왕점 개점
- 2002년 7월 22일 - 롯데마트 오산점 개점
- 2002년 8월 22일 - 롯데마트 상당점 개점
- 2002년 10월 22일 - 롯데마트 첨단점 개점
- 2002년 12월 18일 - 롯데마트 중계점 개점
- 2003년 2월 3일 - 롯데마트 해운대점 폐점
- 2003년 2월 26일 - 롯데마트 덕소점 개점
- 2003년 8월 6일 - 롯데마트 금정점 개점
- 2003년 8월 11일 - 롯데마트 권선점 개점
- 2003년 10월 1일 - 롯데마트 반여점 개점
- 2003년 11월 13일 - 롯데마트 성정점 개점
- 2003년 12월 24일 - 롯데마트 통영점 개점
- 2004년 6월 3일 - 롯데마트 서울역점 개점
- 2004년 7월 19일 - 롯데마트 장유점 개점
- 2004년 11월 11일 - 롯데마트 웅상점 개점
- 2005년 1월 9일 - 롯데마트 양주점 개점
- 2005년 1월 30일 - 롯데마트 서대구점 폐점
- 2005년 3월 10일 - 롯데마트 진해점 개점
- 2005년 4월 8일 - 롯데마트 수지점 개점
- 2005년 6월 2일 - 롯데마트 구로점 개점
- 2005년 6월 10일 - 롯데마트 덕진점 개점
- 2005년 7월 19일 - 롯데마트 김해점 개점
- 2005년 9월 8일 - 롯데마트 안산점 개점
- 2005년 11월 24일 - 롯데마트 여천점 개점
- 2005년 12월 22일 - 롯데마트 구미점 개점
- 2006년 3월 27일 - 롯데마트 진장점 개점
- 2006년 5월 19일 - 롯데마트 사상점 개점
- 2006년 5월 23일 - 롯데마트 여수점 개점
- 2006년 12월 1일 - 롯데마트 포항점 개점
- 2006년 12월 21일 - 롯데마트 영종도점 개점
- 2006년 12월 24일 - 롯데마트 부평점 개점
- 2006년 12월 28일 - 롯데마트 장암점 개점
- 2007년 1월 18일 - 롯데마트 월드컵점 개점
- 2007년 2월 23일 - 롯데마트 군산점 개점
- 2007년 4월 16일 - 롯데마트 관악점 폐점
- 2007년 8월 23일 - 롯데마트 제주점 개점
- 2007년 9월 13일 - 롯데마트 항동점 개점
- 2007년 10월 23일 - 롯데마트 대덕점 개점
- 2007년 12월 21일 - 롯데마트 삼산점 개점
- 2008년 5월 29일 - 롯데마트 천천점·광복점·동래점 개점
- 2008년 7월 - 롯데마트 안성점 개점
- 2008년 7월 25일 - 롯데마트 삼계점 개점
- 2008년 10월 23일 - 롯데마트 노은점 개점
- 2008년 11월 13일 - 롯데마트 당진점·서산점 개점
- 2008년 11월 27일 - 롯데마트 전주점 개점
- 2008년 12월 11일 - 롯데마트 와스타디움점 개점
- 2008년 12월 22일 - 롯데마트 전주송천점 개점
- 2009년 2월 2일 - 롯데마트 시티세븐점 개점
- 2009년 4월 24일 - 롯데마트 평택점 개점
- 2009년 9월 24일 - 롯데마트 수완점 개점
- 2009년 10월 21일 - 롯데마트 동두천점 개점
- 2009년 12월 22일 - 롯데마트 정읍점 개점
- 2009년 12월 24일 - 롯데마트 검단점 개점
- 2009년 12월 30일 - 롯데마트 김포점 개점
- 2010년 2월 8일 - 롯데마트 춘천점 개점
- 2010년 7월 15일 - 롯데마트 대구율하점 개점
- 2010년 8월 18일 - 롯데마트 청량리점 개점
- 2010년 10월 15일 - 롯데마트 마석점 개점
- 2010년 12월 2일 - 롯데마트 제천점 개점
- 2010년 12월 23일 - 롯데마트 천안아산점 개점
- 2010년 12월 29일 - 롯데마트 창원중앙점 개점
- 2011년 4월 21일 - 롯데마트 홍성점 개점
- 2011년 4월 28일 - 롯데마트 부산점 개점
- 2011년 10월 7일 - 롯데마트 삼양점 개점
- 2011년 12월 9일 - 롯데마트 김포공항점 개점
- 2012년 1월 1일 - 롯데마트 원주점 개점
- 2012년 5월 3일 - 롯데마트 나주점 개점
- 2012년 6월 28일 - 롯데마트 맥스 금천점 개점
- 2012년 10월 - 롯데마트 서청주점 개점
- 2012년 10월 31일 - 롯데마트 남원점 개점
- 2012년 11월 8일 - 롯데마트 상록점 개점
- 2012년 12월 13일 - 롯데마트 청라점 개점
- 2013년 2월 28일 - 롯데마트 맥스 영등포점 개점
- 2013년 4월 4일 - 롯데마트 마장휴게소점 개점
- 2013년 10월 8일 - 롯데마트 선부점 개점
- 2013년 12월 4일 - 롯데마트 판교점 개점
- 2013년 12월 19일 - 롯데마트 송도점·아산터미널점 개점
- 2014년 7월 11일 - 롯데마트 수원점 개점
- 2014년 10월 12일 - 롯데마트 와스타디움점 폐점
- 2014년 10월 14일 - 롯데마트 월드타워점 개점
- 2014년 11월 12일 - 롯데마트 김천점 개점
- 2014년 11월 24일 - 롯데마트 광교점 개점
- 2014년 11월 28일 - 롯데마트 거제점 개점
- 2014년 12월 4일 - 롯데마트 경기양평점·신갈점 개점
- 2014년 12월 21일 - 롯데마트 동부산점 개점
- 2014년 12월 31일 - 롯데마트 항동점 폐점
- 2015년 12월 3일 - 롯데마트 양덕점 개점
- 2016년 8월 18일 - 롯데마트 진주점 개점
- 2016년 12월 8일 - 롯데마트 은평점 개점
- 2016년 12월 21일 - 롯데마트 남악점 개점
- 2017년 4월 27일 - 롯데마트 서울양평점 개점
- 2017년 7월 27일 - 롯데마트 서초점 개점
- 2017년 7월 31일 - 롯데마트 김포점 폐점
- 2017년 9월 15일 - 롯데마트 김포한강점 개점
- 2017년 12월 15일 - 롯데마트 칠성점 개점
- 2018년 6월 30일 - 롯데마트 동대전점·덕진점 폐점
- 2018년 12월 13일 - 롯데마트 금천점 개점
- 2019년 1월 7일 - 롯데마트 인천터미널점 개점
- 2019년 1월 17일 - 롯데마트 이천점 개점
- 2019년 8월 30일 - 롯데마트 롯데몰수지점 개점
- 2019년 11월 23일 - 롯데마트 수지점 폐점
- 2020년 5월 31일 - 롯데마트 양주점·천안아산점 폐점
- 2020년 7월 31일 - 롯데마트 의정부점·천안점 폐점
- 2020년 8월 31일 - 롯데마트 서현점·금정점 폐점
- 2020년 9월 30일 - 롯데마트 마장휴게소점 폐점
- 2020년 11월 30일 - 롯데마트 도봉점·구로점 폐점
- 2020년 12월 31일 - 롯데마트 칠성점 폐점
- 2021년 3월 31일 - 롯데마트 구리점 폐점
- 2021년 12월 23일 - 롯데마트 잠실점, '롯데 제타플렉스 잠실점'으로 전면 재단장
- 2022년 1월 19일 - 롯데마트 전주송천점, '롯데마트 맥스 전주송천점'으로 재단장
- 2022년 1월 21일 - 롯데마트 상무점, '롯데마트 맥스 상무점'으로 재단장
- 2022년 1월 27일 - 롯데마트 목포점, '롯데마트 맥스 목포점'으로 재단장
- 2022년 3월 31일 - 롯데마트 창원중앙점, '롯데마트 맥스 창원중앙점'으로 재단장
- 2023년 1월 31일 - 롯데마트 인천터미널점 폐점
- 2023년 9월 14일 - 롯데마트 서울역점,  '롯데마트 제타플렉스 서울역점'으로 전면 재단장
- 2024년 6월 27일
  - 롯데마트 금천점, '롯데마트 맥스 금천점'으로 전면 재단장
  - 롯데마트 영등포점, '롯데마트 맥스 영등포점'으로 전면 재단장
- 2024년 9월 30일 - 롯데마트 영통점 폐점

### 해외 개점
- 2008년 - 베트남 1호점 '롯데마트 남사이공점' 개점
- 2014년 9월 12일 - 인니 1호점 '롯데마트 끄망점' 개점
- 2014년 12월 19일 - 베트남 10호점 호치민 '롯데마트 떤빈점' 개점
- 2025년 5월 13일 - 롯데마트 익스프레스 싱가포르 1호점 개점

### 기타
- 2025년 1분기 - 해외 시장 영업이익, 분기 최대 실적 200억 원 돌파

## 영업시간
- 행당역점, 경기양평점, 동두천점, 제천점, 진장점, 맥스 창원중앙점, 맥스 상무점, 맥스 목포점, 맥스 송천점 - 10:00 ~ 22:00 (12시간)
- 영종도점, 수원점 - 10:00 ~ 22:30 (12시간 반)
- 천호점, 김포공항점, 은평점, 서초점, 금천점, 월드타워점, 양평점, 송파점, 삼양점, 청량리점, 중계점, 제타플렉스 잠실점, 강변점, 계양점, 송도점, 청라점, 검단점, 부평점, 삼산점, 연수점, 부평역점, 김포한강점, 시흥배곧점, 선부점, 판교점, 신갈점, 상록점, 광교점, 시흥점, 권선점, 덕소점, 시화점, 고양점, 마석점, 롯데몰수지점, 평택점, 장암점, 이천점, 안성점, 안산점, 천천점, 오산점, 의왕점, 화정점, 주엽점, 석사점, 춘천점, 원주점, 노은점, 대덕점, 서대전점, 성정점, 홍성점, 당진점, 아산터미널점, 서산점, 상당점, 서청주점, 청주점, 충주점, 광복점, 부산점, 동래점, 사상점, 화명점, 사하점, 울산점, 양덕점, 삼계점, 시티세븐점, 진해점, 마산점, 김해점, 장유점, 웅상점, 진주점, 거제점, 통영점, 대구율하점, 포항점, 김천점, 구미점, 수완점, 월드컵점, 첨단점, 남악점, 나주점, 여천점, 여수점, 전주점, 남원점, 정읍점, 군산점, 익산점, 제주점, 맥스 영등포점, 맥스 금천점 - 10:00 ~ 23:00 (13시간)
- 제타플렉스 서울역점 - 10:00 ~ 24:00 (14시간)
- 동부산점 - 10:30 ~ 22:00 (11시간 반)

## 휴무일 안내
- 둘째주, 넷째주 월요일 - 동부산점, 광복점, 부산점, 동래점, 사상점, 화명점, 사하점, 대구율하점
- 둘째주, 넷째주 수요일 - 서초점, 행당역점, 청량리점, 제타플렉스 서울역점, 김포한강점, 덕소점, 고양점, 마석점, 동두천점, 장암점, 안성점, 오산점, 의왕점, 화정점, 주엽점, 원주점, 홍성점, 당진점, 상당점, 서청주점, 청주점, 김천점, 구미점
- 둘째주, 넷째주 일요일 - 천호점, 김포공항점, 은평점, 금천점, 월드타워점, 양평점, 송파점, 삼양점, 중계점, 제타플렉스 잠실점, 강변점, 계양점, 송도점, 청라점, 검단점, 부평점, 영종도점, 삼산점, 연수점, 부평역점, 시흥배곧점, 경기양평점, 판교점, 신갈점, 광교점, 수원점, 시흥점, 권선점, 시화점, 롯데몰수지점, 평택점, 이천점, 천천점, 석사점, 춘천점, 노은점, 대덕점, 서대전점, 아산터미널점, 성정점, 서산점, 제천점, 진주점, 거제점, 양덕점, 김해점, 삼계점, 시티세븐점, 진해점, 웅상점, 장유점, 통영점, 마산점, 포항점, 수완점, 월드컵점, 첨단점, 남악점, 나주점, 여천점, 여수점, 남원점, 정읍점, 전주점, 군산점, 익산점, 롯데마트 맥스 전체
- 둘째주 수요일, 넷째주 일요일 - 진장점, 울산점
- 둘째주 금요일, 넷째주 토요일 - 제주점
- 매월 10일, 25일 - 충주점
- 매월 10일, 넷째주 일요일 - 선부점, 상록점, 안산점

## 점포
점포 수는 총 286개점이다.

### 대한민국

#### 롯데마트 (대형마트)
| 지역           | 점포 수 (117개점) | 점포명 (점포 표기 순서는 오픈 순서와 같다.) |
| -------------- | ----------------- | --- |
| 서울특별시     | 14개              | 강변점 (광진구 광나루로56길 85) / 잠실점 (송파구 올림픽로 240) / 중계점 (노원구 노원로 330) / 서울역점 (중구 청파로 426) / 행당역점 (성동구 행당로 84)/ 송파점 (송파구 중대로 80)/ 청량리점 (동대문구 왕산로 214) / 삼양점 (강북구 삼양로 247) / 김포공항점 (서울시 강서구 하늘길 77) / 월드타워점 (송파구 올림픽로 300) / 은평점 (은평구 통일로 1050) / 양평점 (영등포구 선유로 138) /서초점 (서초구 서초대로38길 12) / 천호점 (서울 강동구 올림픽로78길 60) |
| 부산광역시     | 8개               | 사하점 (사하구 을숙도대로 610) / 화명점 (북구 화명대로 47) / 사상점 (사상구 낙동대로 733) / 동래점 (동래구 중앙대로 1393)/ 부산점 (부산진구 신천대로 241 롯데키즈마트) / 광복점 (중구 중앙대로 2) / 동부산점 (기장군 기장읍 기장해안로 147) |
| 인천광역시     | 9개               | 부평역점 (부평구 광장로 24) / 연수점 (연수구 청능대로 87) / 영종도점 (중구 흰바위로 51) / 부평점 (부평구 마장로 296) / 삼산점 (부평구 길주로 623) / 검단점 (서구 원당대로 581) / 계양점 (계양구 장재로 822) / 청라점 (서구 청라커넬로 252) / 송도점 (연수구 컨벤시아대로 177) |
| 대구광역시     | 1개               | 대구율하점 (동구 안심로 80) |
| 대전광역시     | 3개               | 서대전점 (유성구 유성대로 26-37) / 대덕점 (유성구 테크노중앙로 14) / 노은점 (유성구 북유성대로 206) |
| 광주광역시     | 4개               | 첨단점 (광산구 첨단강변로99번길 22) / 월드컵점 (서구 금화로 240) / 수완점 (광산구 장신로 98) |
| 울산광역시     | 2개               | 울산점 (남구 삼산로 74) / 진장점 (북구 진장유통로 64) |
| 경기도         | 33개              | 주엽점 (고양시 일산서구 중앙로 1496) / 화정점 (고양시 덕양구 화중로 66) / 의왕점 (의왕시 계원대학로 7) / 오산점 (오산시 경기대로 271) / 천천점 (수원시 장안구 만석로19번길 25-10) / 양주점 (양주시 평화로 1547) / 안산점 (안산시 상록구 충장로 427) / 안성점 (안성시 공도읍 서동대로 4478) / 장암점 (의정부시 장곡로 224) / 평택점 (평택시 평택5로 30) / 동두천점 (동두천시 송내로 22) / 고양점 (고양시 덕양구 충장로 150) / 시화점 (시흥시 마유로238번길 26) / 덕소점 (남양주시 와부읍 월문천로 33) / 권선점 (수원시 권선구 동수원로 232) / 시흥점 (시흥시 비둘기공원로 28) / 마석점 (남양주시 화도읍 경춘로 1992) / 영통점 (수원시 영통구 봉영로 1579) / 상록점 (안산시 상록구 반석로 8) / 판교점 (성남시 분당구 대왕판교로606번길 58) / 선부점 (안산시 단원구 달미로 64) / 신갈점 (용인시 기흥구 중부대로 375) / 수원점 (수원시 권선구 세화로 124) / 광교점 (수원시 영통구 센트럴타운로 85) / 시흥배곧점 (시흥시 서울대학로278번길 67) / 김포한강점 (김포시 김포한강2로 41) 이천점 (이천시 구만리로 191) / 경기양평점 (양평군 양평읍 남북로 76) |
| 강원특별자치도 | 3개               | 춘천점 (춘천시 방송길 84) / 석사점 (춘천시 세실로 108) / 원주점 (원주시 봉화로 1) |
| 충청북도       | 5개               | 청주점 (청주시 흥덕구 풍산로 15) / 상당점 (청주시 상당구 용암북로160번길 80) / 충주점 (충주시 봉계1길 49) / 제천점 (제천시 용두대로11길 10) / 서청주점 (청주시 흥덕구 2순환로 1004) |
| 충청남도       | 7개               | 서산점 (서산시 충의로 27) / 성정점 (천안시 서북구 성정두정로 1) / 당진점 (당진시 정안로 20) / 홍성점 (홍성군 홍성읍 조양로247번길 9) / 아산터미널점 (아산시 번영로 225) |
| 경상북도       | 3개               | 구미점 (구미시 구미대로22길 11) / 포항점 (포항시 남구 지곡로 237) / 김천점 (김천시 시청로 80) |
| 경상남도       | 12개              | 거제점 (거제시 서간도길 9-9) / 마산점 (창원시 마산합포구 신마산시장길 33) / 진해점 (창원시 진해구 진해대로 762) / 통영점 (통영시 무전대로 65) / 장유점 (김해시 번화1로56번길 15) / 양덕점 (창원시 마산회원구 삼호로 80) / 웅상점 (양산시 삼호1길 34) / 시티세븐점 (창원시 의창구 원이대로 320) / 삼계점 (창원시 마산합포구 내서읍 경남대로 927) / 김해점 (김해시 김해대로 2330) / 진주점 (진주시 동진로 440) / 거창점 (미정) |
| 전라북도       | 7개               | 익산점 (익산시 무왕로 1053) / 군산점 (군산시 수송로 185) / 전주점 (전주시 완산구 우전로 240) / 정읍점 (정읍시 벚꽃로 85) / 남원점 (남원시 춘향로 96) |
| 전라남도       | 5개               | 목포점 (목포시 원형서로 15) / 남악점 (무안군 남악로162번길 80) / 여천점 (여수시 무선로 187) / 여수점 (여수시 국포1로 36) / 나주점 (나주시 내동길 15) |
| 제주특별자치도 | 1개               | 제주점 (제주시 연북로 1) |

- 대표 전화번호 뒷자리가 7000, 7500, 7700인 곳은 옛 GS마트 매장이었던 곳이다.

롯데마트 스마트스토어
디지털 스마트 매장
| 지역       | 점포 수 (3개점) | 점포명 (점포 표기 순서는 오픈 순서와 같다.) |
| ---------- | --------------- | ------------------------------------------- |
| 서울특별시 | 1개             | 금천점 (금천구 시흥대로 291)                |
| 경기도     | 1개             | 이천점                                      |

#### 롯데마트 맥스
코스트코처럼 회원만 출입할 수 있었으나 2020년 6월부터는 일반인들도 출입이 가능하다. 코스트코와 달리 모든 카드결제가 가능하며 소포장 상품도 존재한다.2022년 1월부터 빅마켓에서 맥스로 전환하였다.
| 지역           | 점포 수 (6개점) | 점포명 (점포 표기 순서는 오픈 순서와 같다.)                |
| -------------- | --------------- | ---------------------------------------------------------- |
| 서울특별시     | 2개             | 금천점 (금천구 두산로 71) / 영등포점 (영등포구 영중로 125) |
| 광주광역시     | 1개             | 상무점 (서구 시청로 40)                                    |
| 전라남도       | 1개             | 목포점 (목포시 원형서로 15)                                |
| 전북특별자치도 | 1개             | 송천점 (전주시 덕진구 송천중앙로 82)                       |
| 경상남도       | 1개             | 창원중앙점 (창원시 성산구 중앙대로 123)                    |

### 해외
| 국가       | 점포수 (3개국 177개점) |
| 중국       | 116개                  |
| 인도네시아 | 50개점                 |
| 베트남     | 15개점                 |

## 통큰
통큰은 2010년 통큰치킨으로 시작된 롯데마트의 브랜드이다. 롯데마트는 12월 17일 ‘통큰’에 대한 상표 출원을 신청하였다.

### 통큰치킨
2010년 12월 9일에 롯데마트는 전국 82개 점포에서 900g 내외의 프라이드치킨을 마리당 5,000원에 판매하는 '통큰치킨'의 판매를 개시했다. 이 치킨의 가격은 일반적인 치킨 전문점 판매가의 3분의 1 수준이며, 기존 대형마트 판매가보다도 30 ~ 40% 저렴하여 기존의 영세상인에 큰 타격을 줄 수 있다는 지적이 있었다. 그러나 소비자들 사이에서는 기존 치킨의 가격이 너무 비쌌다는 지적이 있어 환영하는 분위기가 형성된 가운데 출시 직후부터 높은 판매량을 보였다. 인터넷 상에는 '통큰치킨'을 반기는 패러디물들이 계속적으로 만들어져 확대재생산되기도 하였다. 지난 10월에도 이마트에서 피자를 저렴한 가격에 판매를 시작한 바 있으며, 이로 인해 대형마트와 기존 상인들간의 갈등은 더욱 깊어지게 되었다. 이 외에도 통큰치킨은 소비자들을 롯데마트로 끌어들이기 위한 미끼상품일 뿐이라는 주장이 제기되기도 했으며, 원가가 저렴해서 역마진 상품이라는 주장이 제기되어 공정위가 조사에 들어가려고 하기도 했다. 또한 출시가 되지도 않은 시점에서 '맛이 없다'는 내용의 후기가 올라와 기존 치킨과 관련된 사람이 올린것 아니냐는 주장이 제기되며 온라인에서의 갈등의 불씨가 되기도 했다.
부당 염매 여부에 관하여 공정거래위원회 관계자는 "지금까지로서는 원가 이하로 판매하고 있는 것으로 보이지 않는데다 이로 인해 소비자 입장에서는 저렴한 가격에 구매할 수 있다는 장점이 있고, 롯데마트의 가격인하로 인해 오히려 업계내 경쟁이 촉진된다고 보여진다"며 "지금까지는 부당 염매로 볼 정황이 없어 보인다"고 말했다. 그러나 영세 상인들에 피해를 끼친다는 지적에 계속 제기되던 가운데 정진석 청와대 정무수석도 트위터를 통해 통큰치킨을 비판하였다. 또한 일부 치킨 업자들에 의해 롯데마트가 '적자 영업'을 하고 있다는 주장이 제기되기도 했다. 결국 통큰치킨에 대한 논란은 롯데마트가 스스로 12월 16일부터 판매를 중단한다고 공지하면서 일단락되었다. 롯데마트는 공지문을 통해 주변 치킨가게에 끼치는 영향에 대해 고민한 결과로 판매 중단을 결정했으며 닭의 재고분은 불우 이웃에게 기부하겠다고 밝혔다. 그러나 판매가 중단된 이후로도 BBQ를 비롯한 기존 치킨 가격들에 거품이 끼어있다는 논란이 지속되면서 후폭풍이 일었다. 판매 중단 이후로도 기존 치킨 체인점들의 판매량이 크게 떨어지기도 했다. 이에 대해 "소비자의 통제 범위를 벗어난 거대 이익집단(프랜차이즈협회)에 의해 '선택권이 제한받았다'는 상실감이 표출된 것"이라는 분석이 제기됐다.
롯데마트에서는 이후 큰치킨이라는 이름으로 가격을 올려 계속 치킨을 팔고 있다.

### 통큰넷북
롯데마트에서는 통큰치킨의 판매를 중단한 직후, 이어서 절반 가격의 통큰넷북을 판매하였다.
엄밀히 말하면 '통큰넷북'이라는 용어는 언론과 인터넷 상에서 만들어진 것이다.
롯데마트는 '통큰치킨' 이후 '통큰'이라는 브랜드를 사용하지 않고 있다가 2011년 4월 6일 '통큰', '손큰' 브랜드 전략을 수립을 발표하고 본격적으로 통큰 마케팅을 도입했다. 그 이후에는 통큰과 손큰이라는 말이 널리 쓰여 현재 초밥 등 다양한 제품에 사용되고 있다.

### 기타
- 2011년 1월 6일 LA식 갈비를 판매한 이후 언론과 인터넷 상에 '통큰갈비'라는 이름으로 화제가 되기 시작했으며, 1월 9일 준비한 물량을 모두 완판하였다.

## 지점

율하점
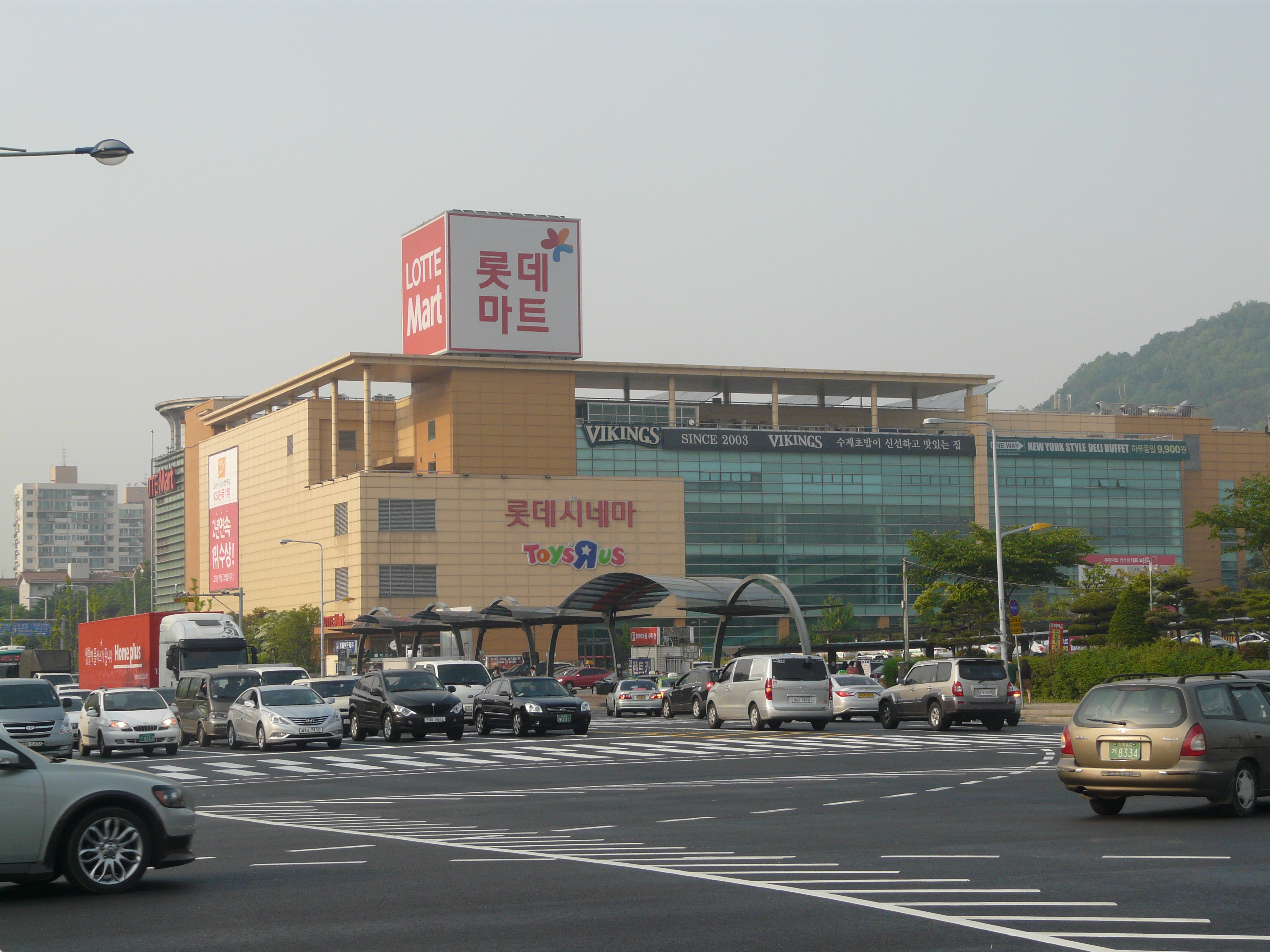
안산점
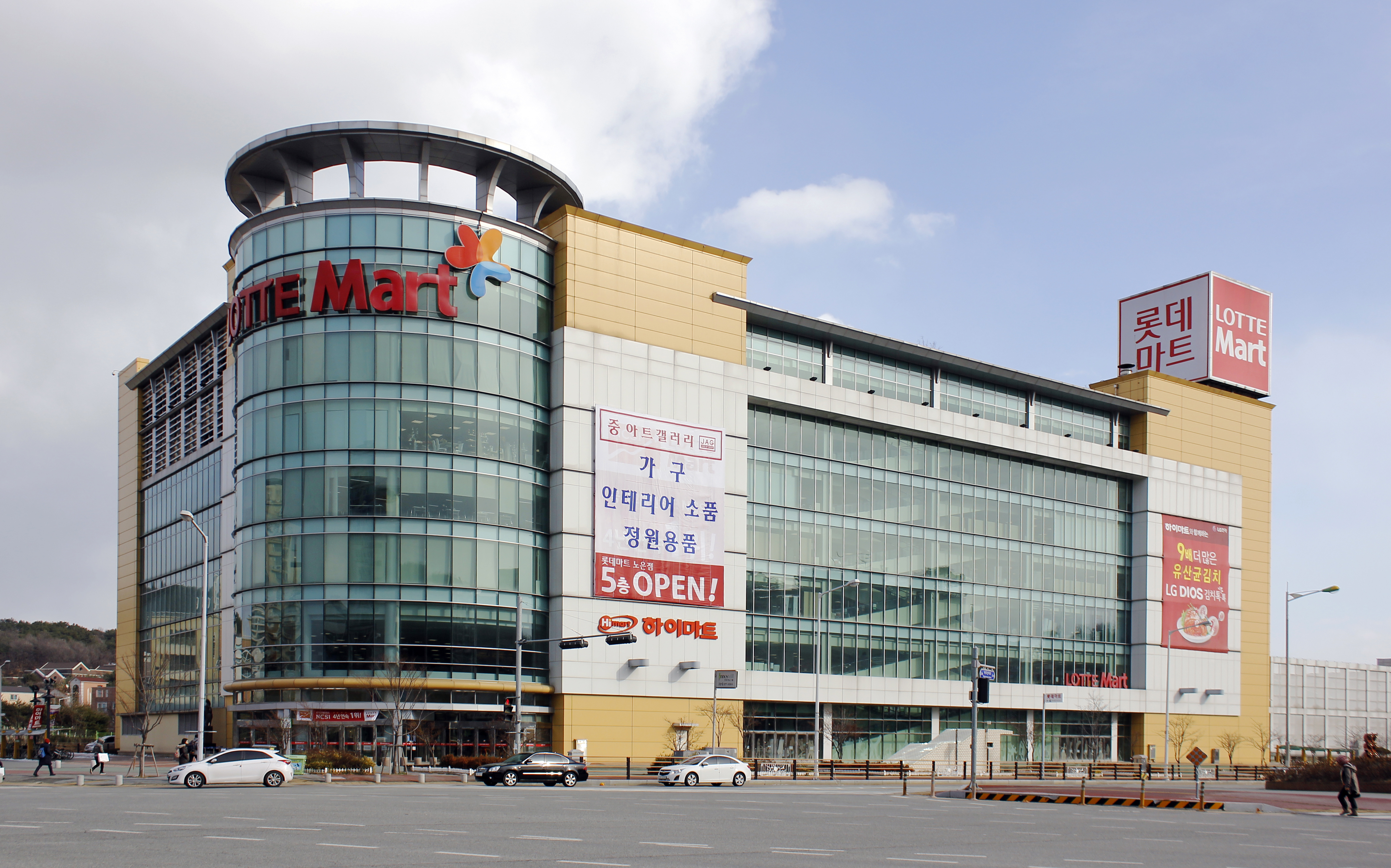
노은점
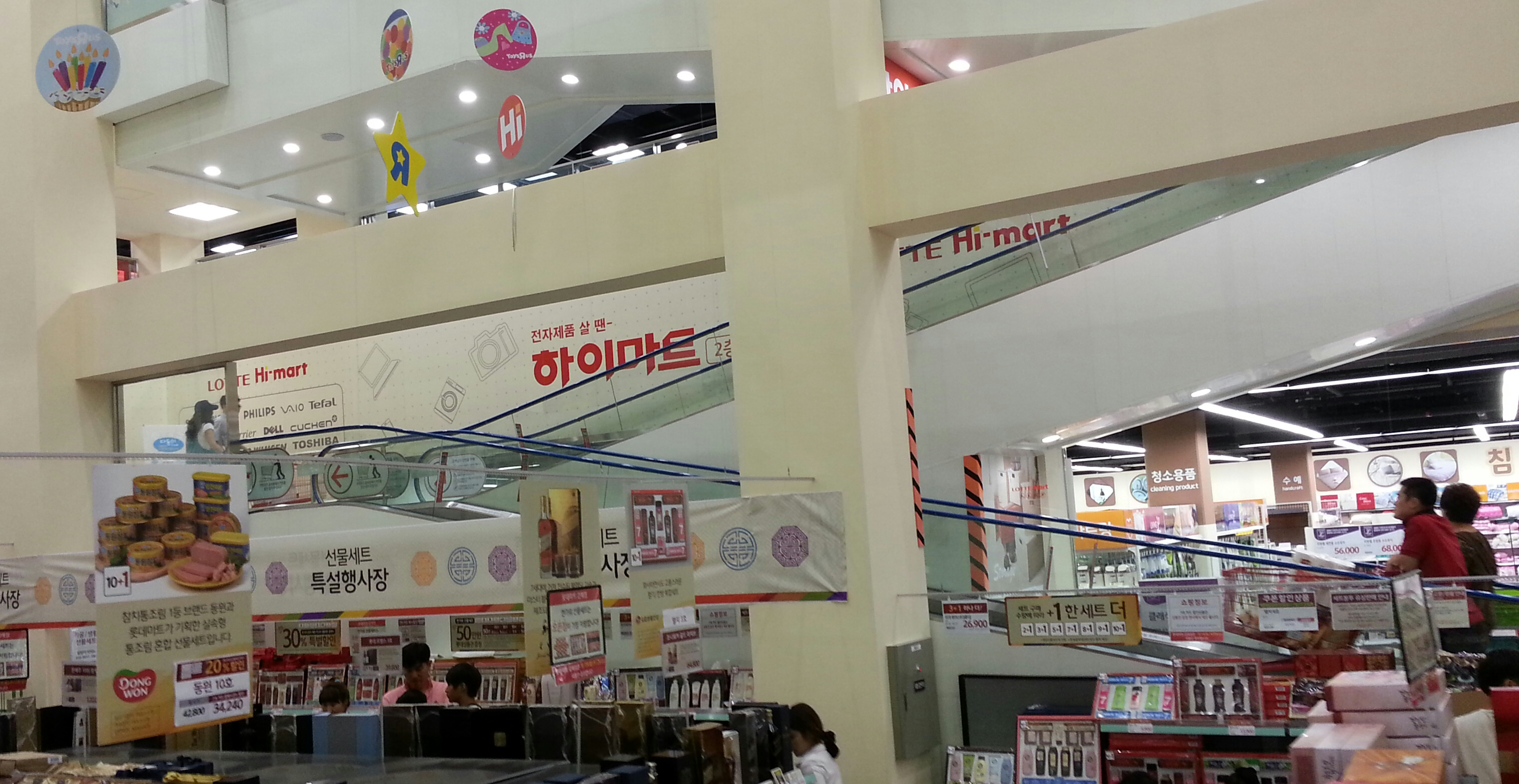
김해점 (내부)
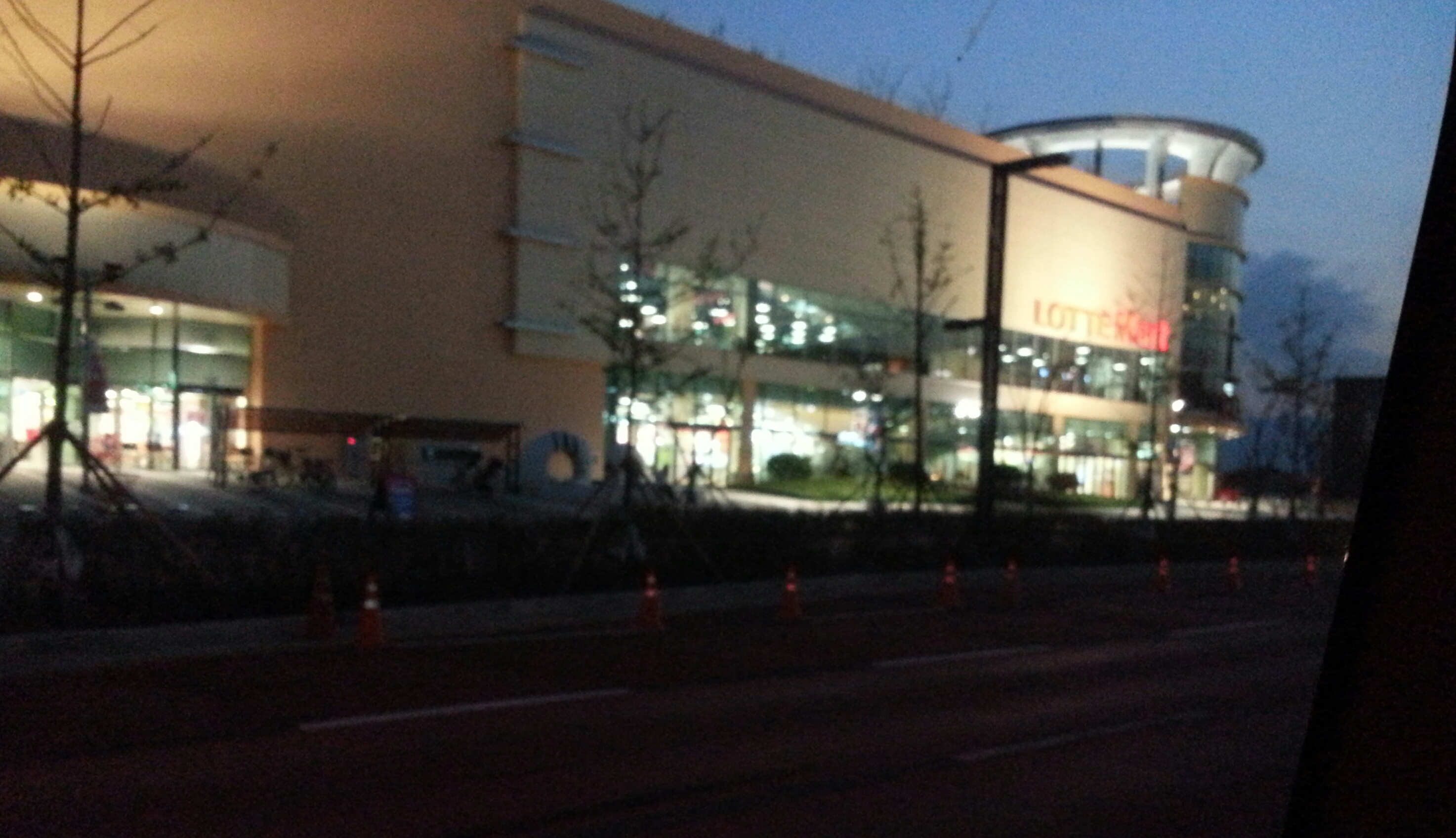
김해점 (외부)
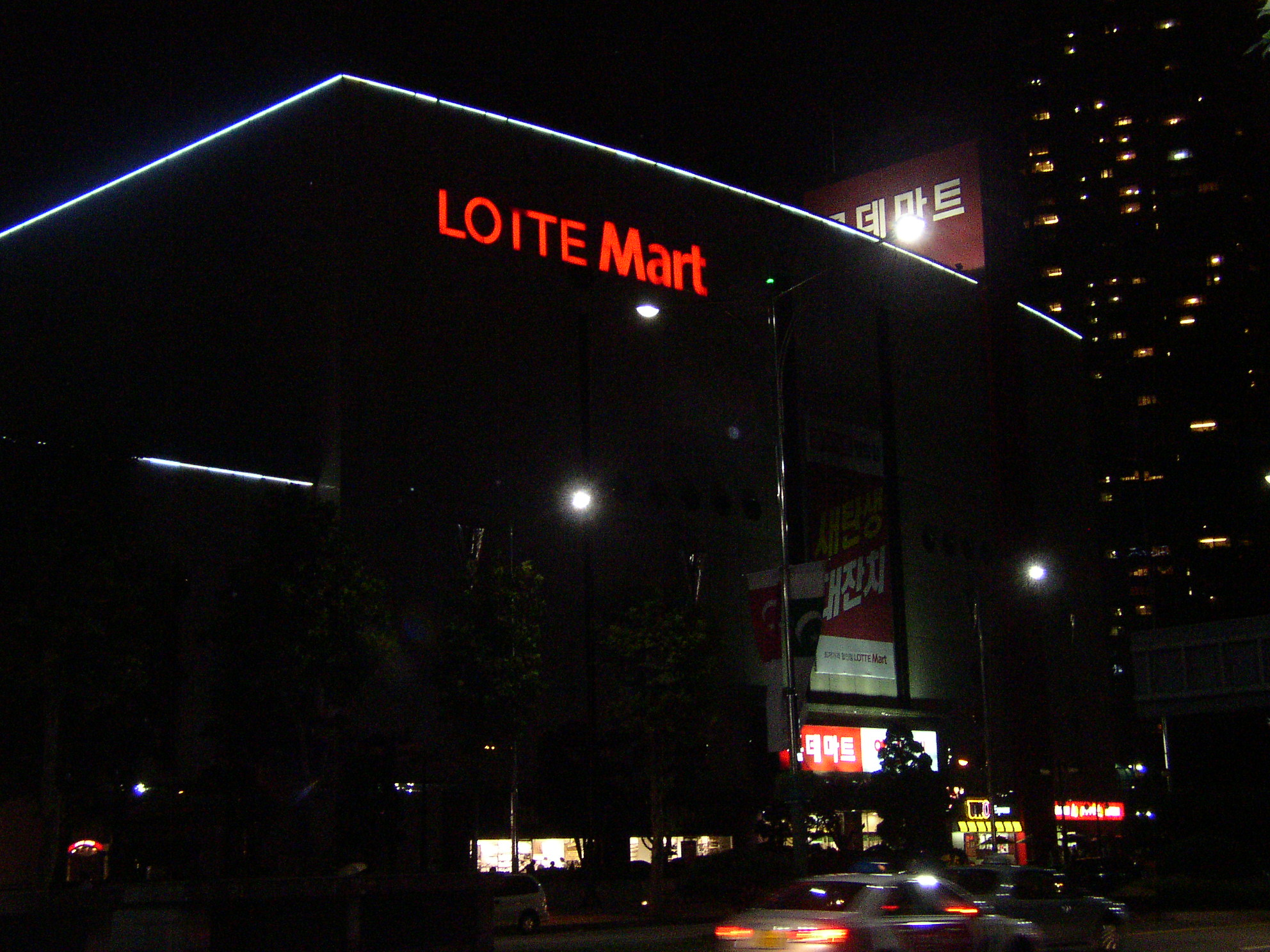
잠실점
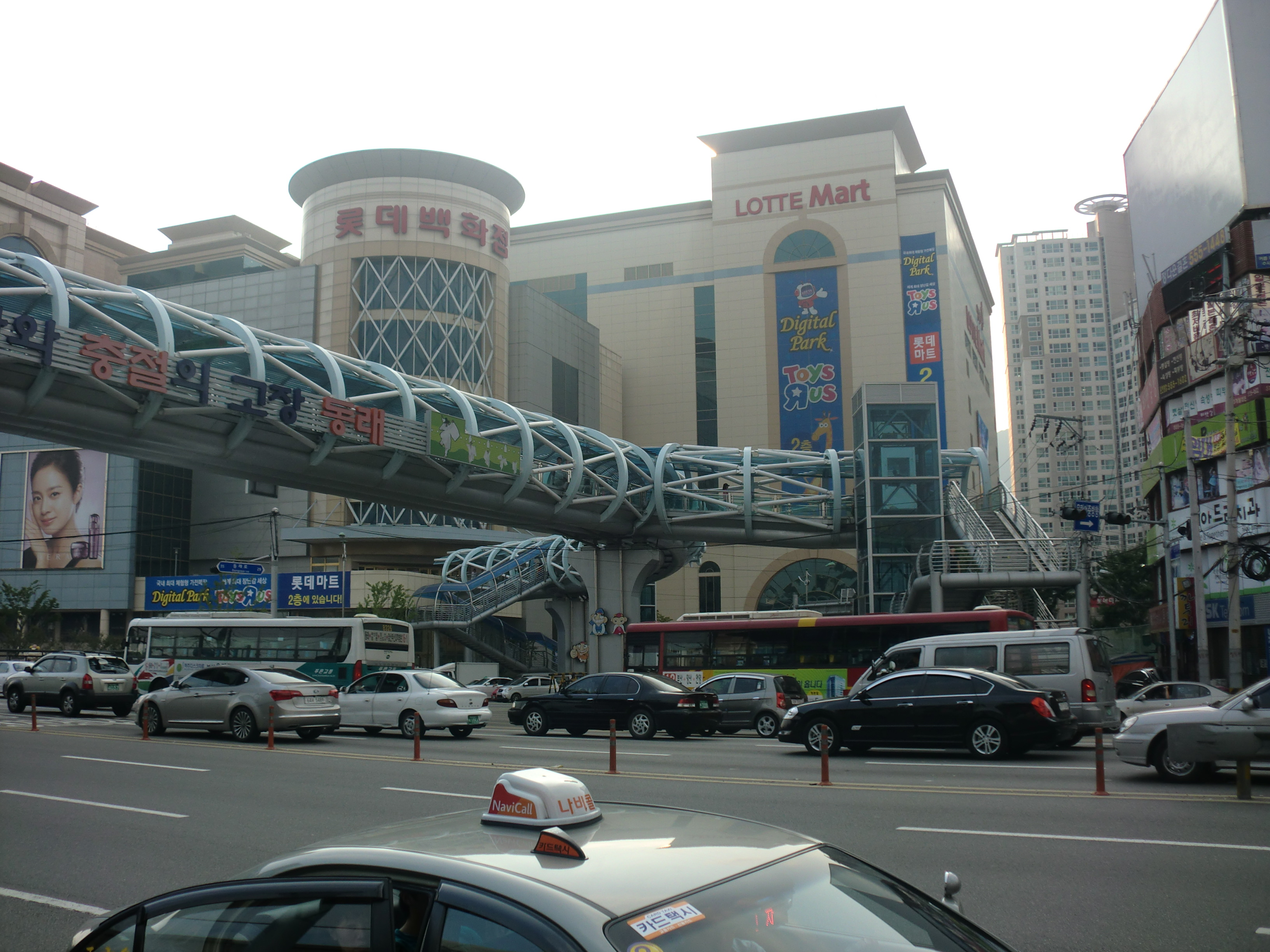
동래점
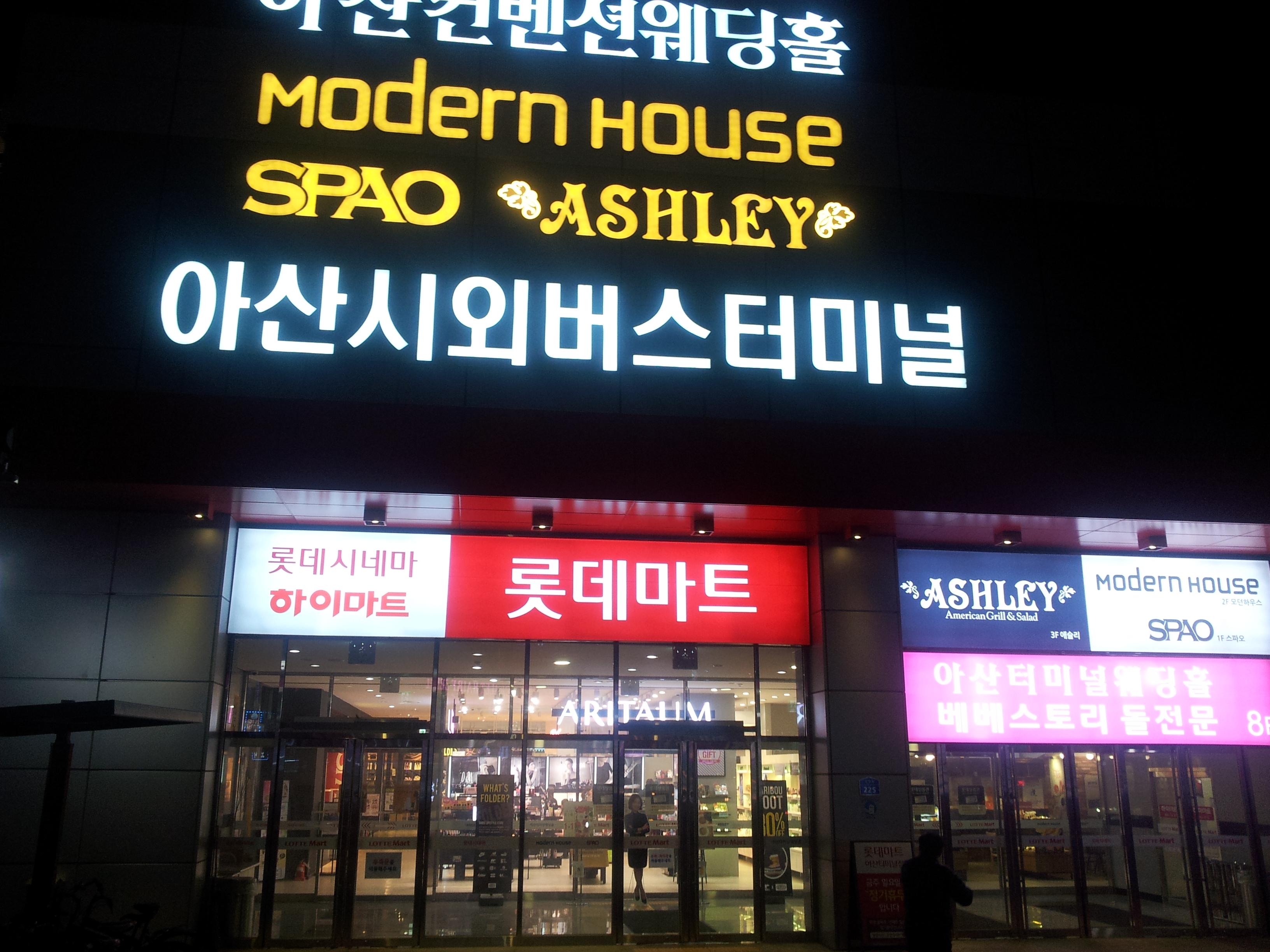
아산시외버스터미널점
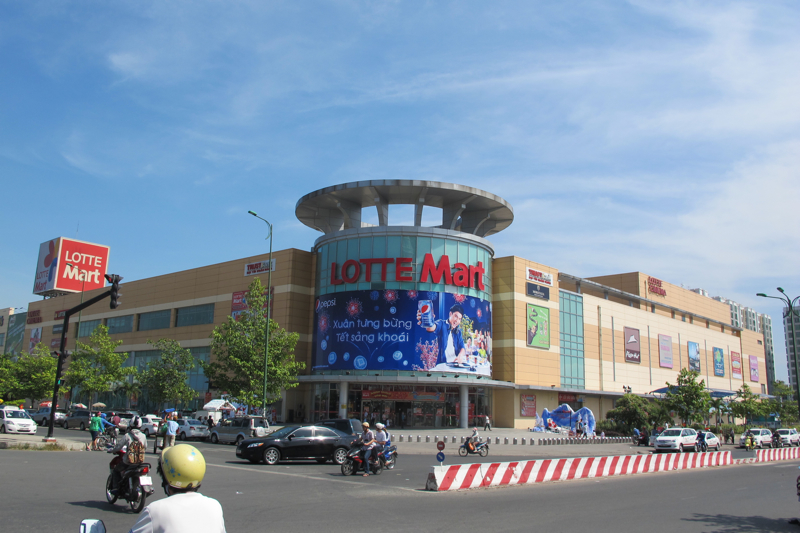
베트남에 있는 롯데마트
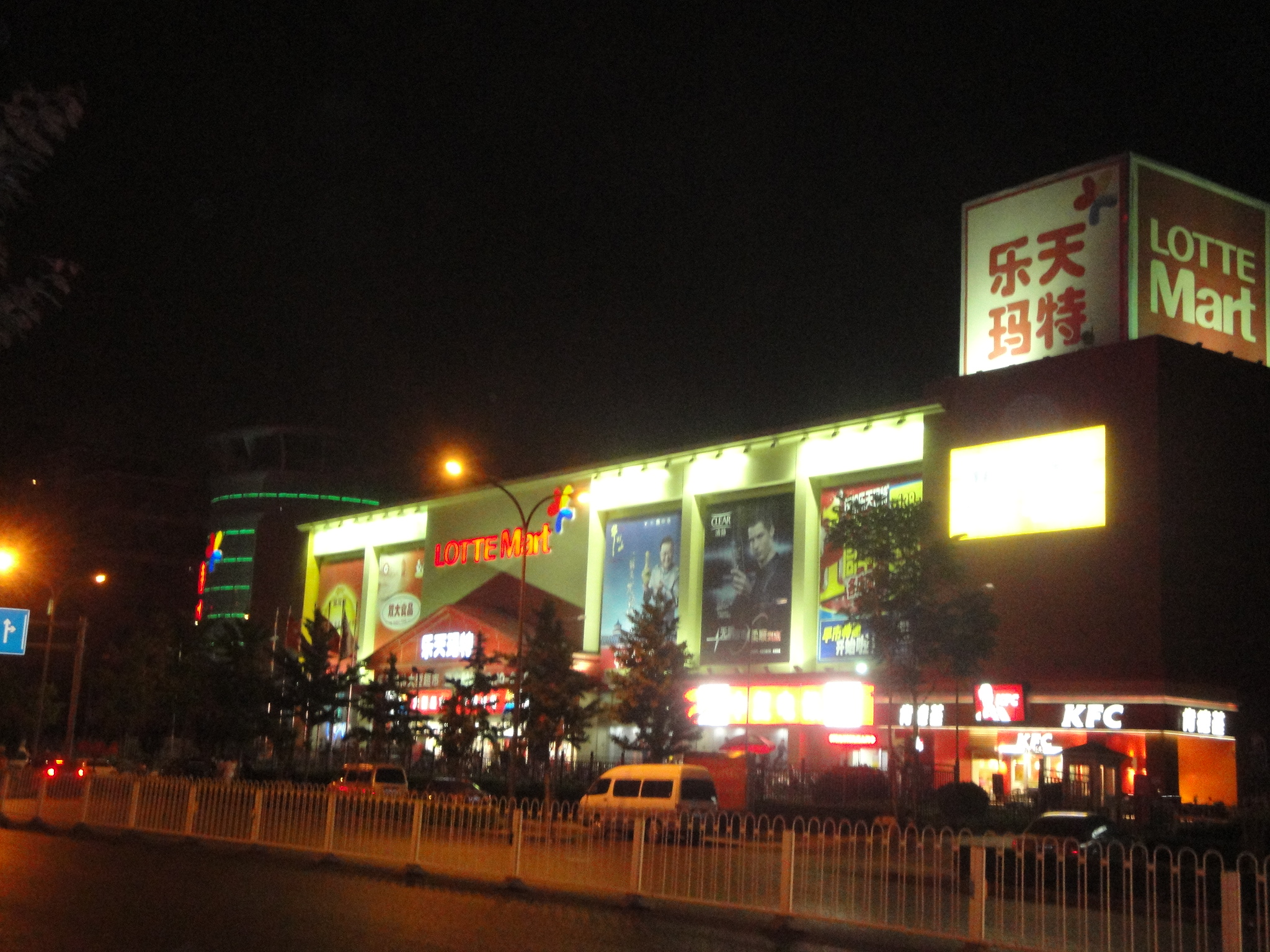
베이징점 외부
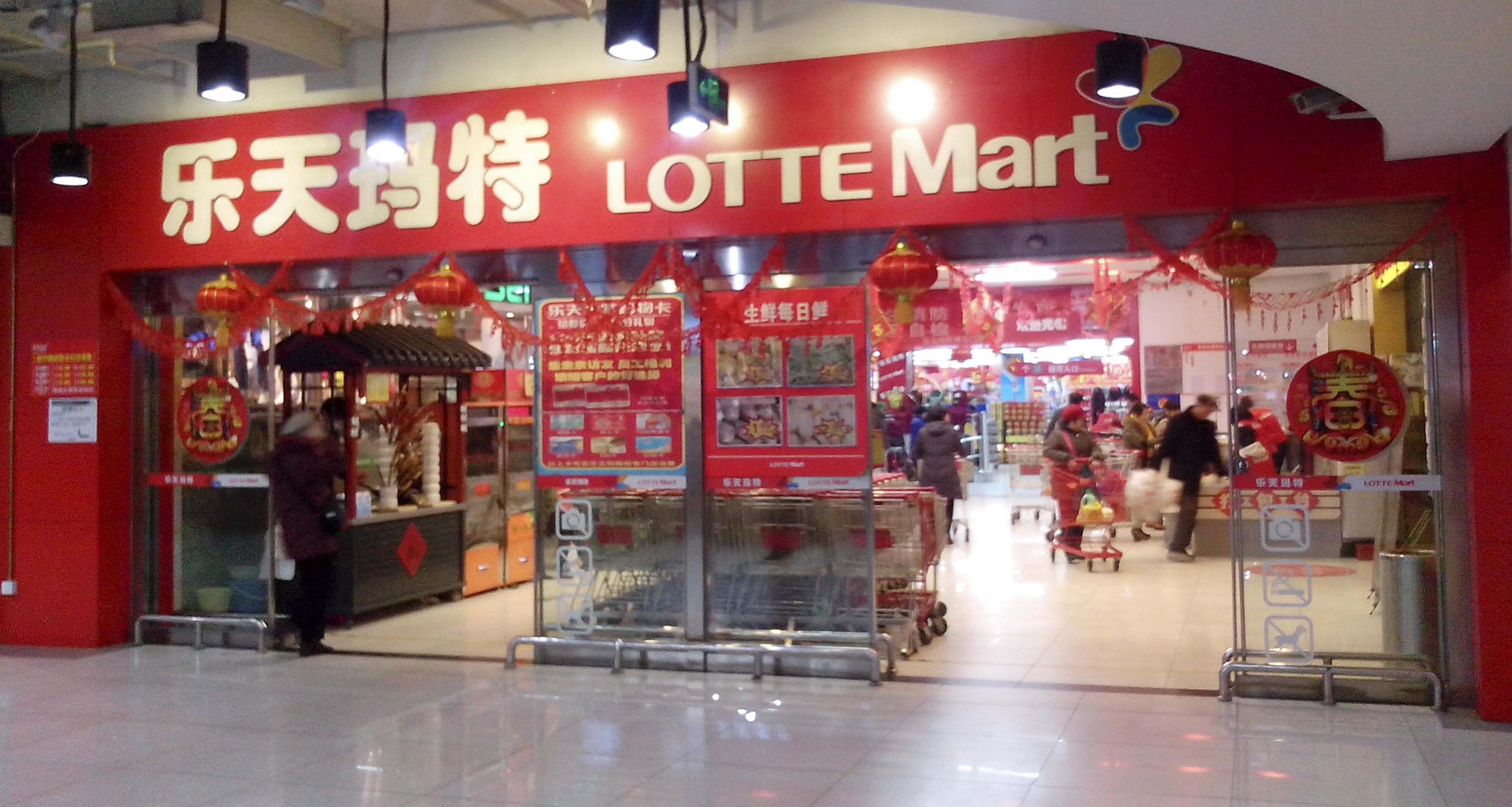
베이징점 내부
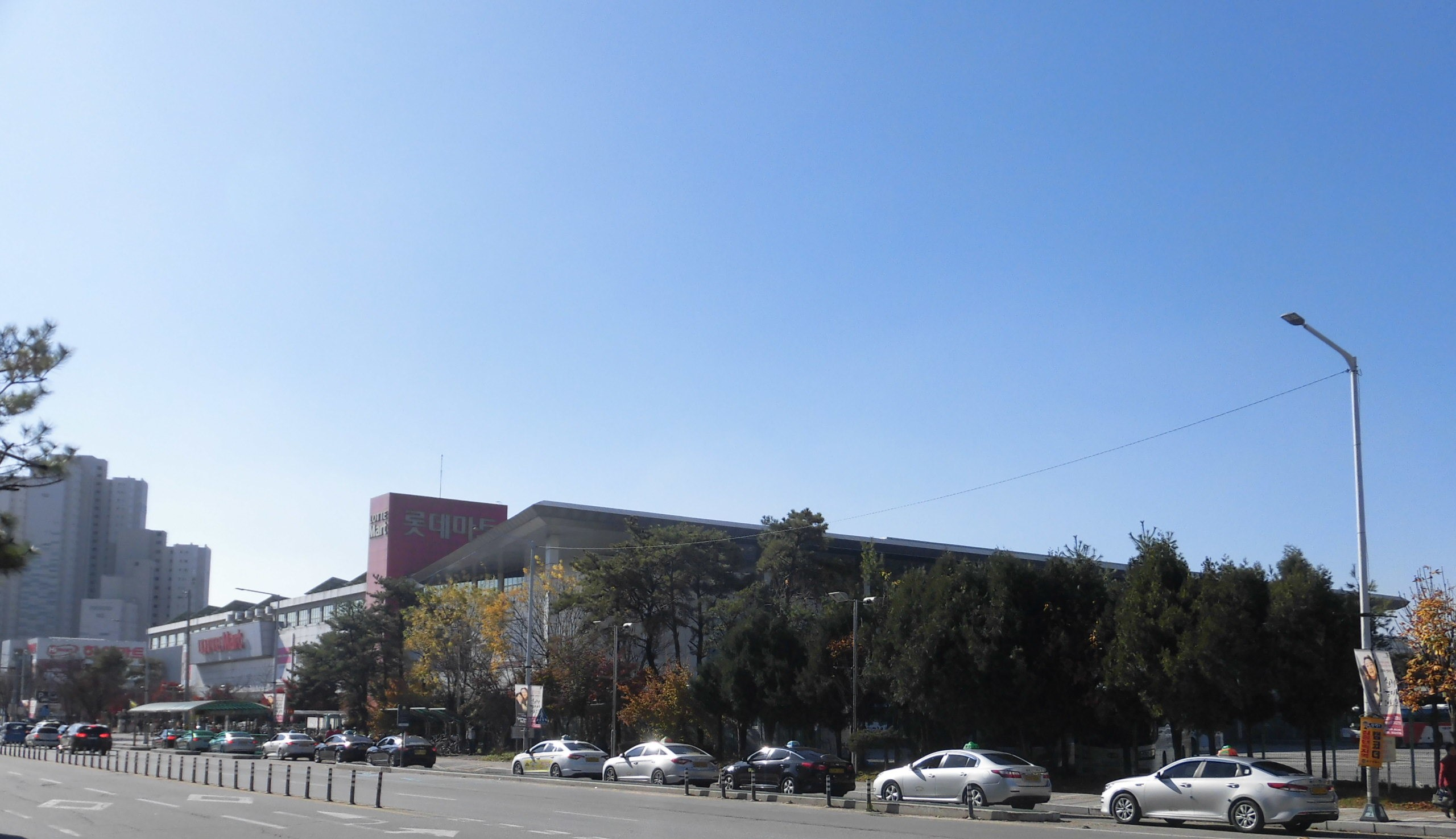
롯데마트 충주점
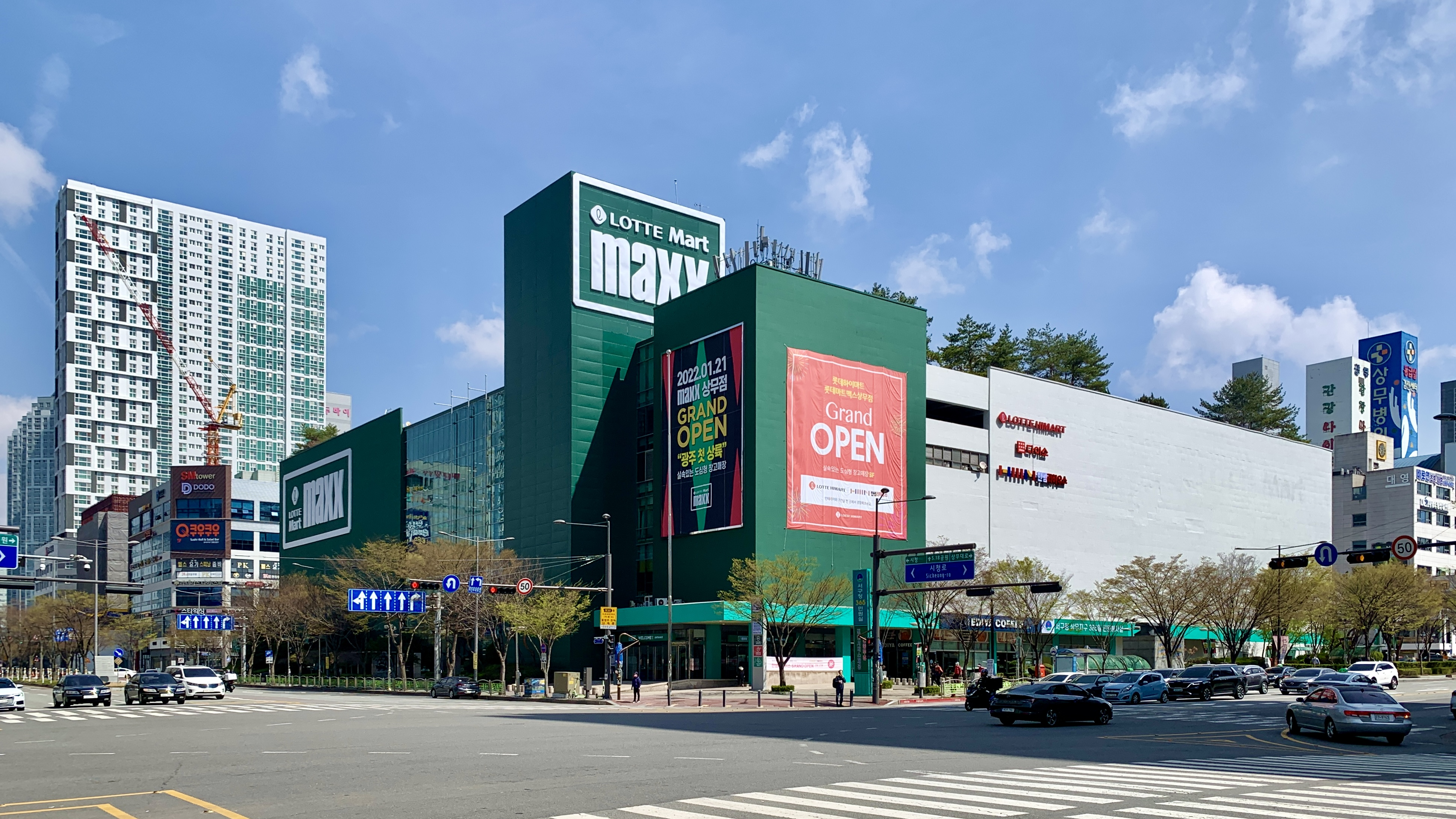
롯데마트 상무점
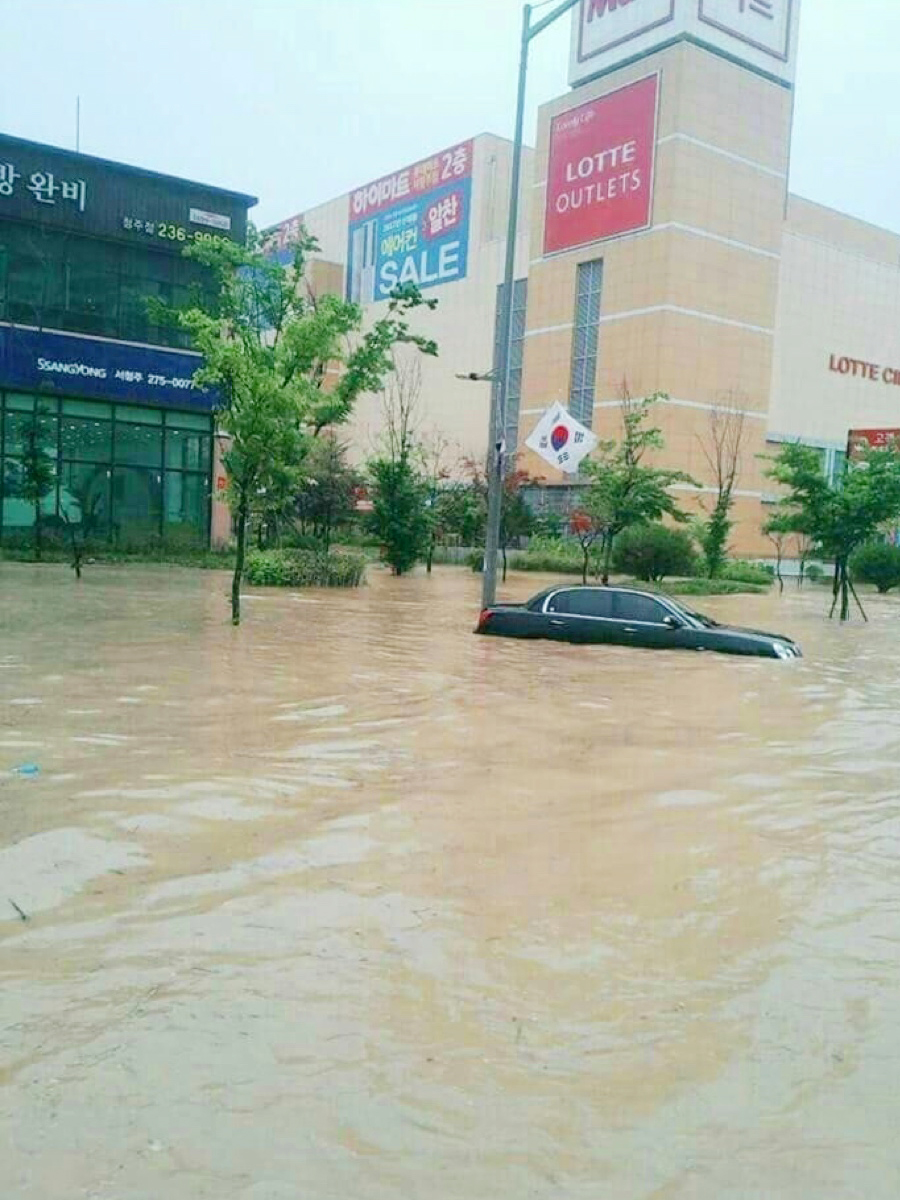
서청주점(폭우당시모습)
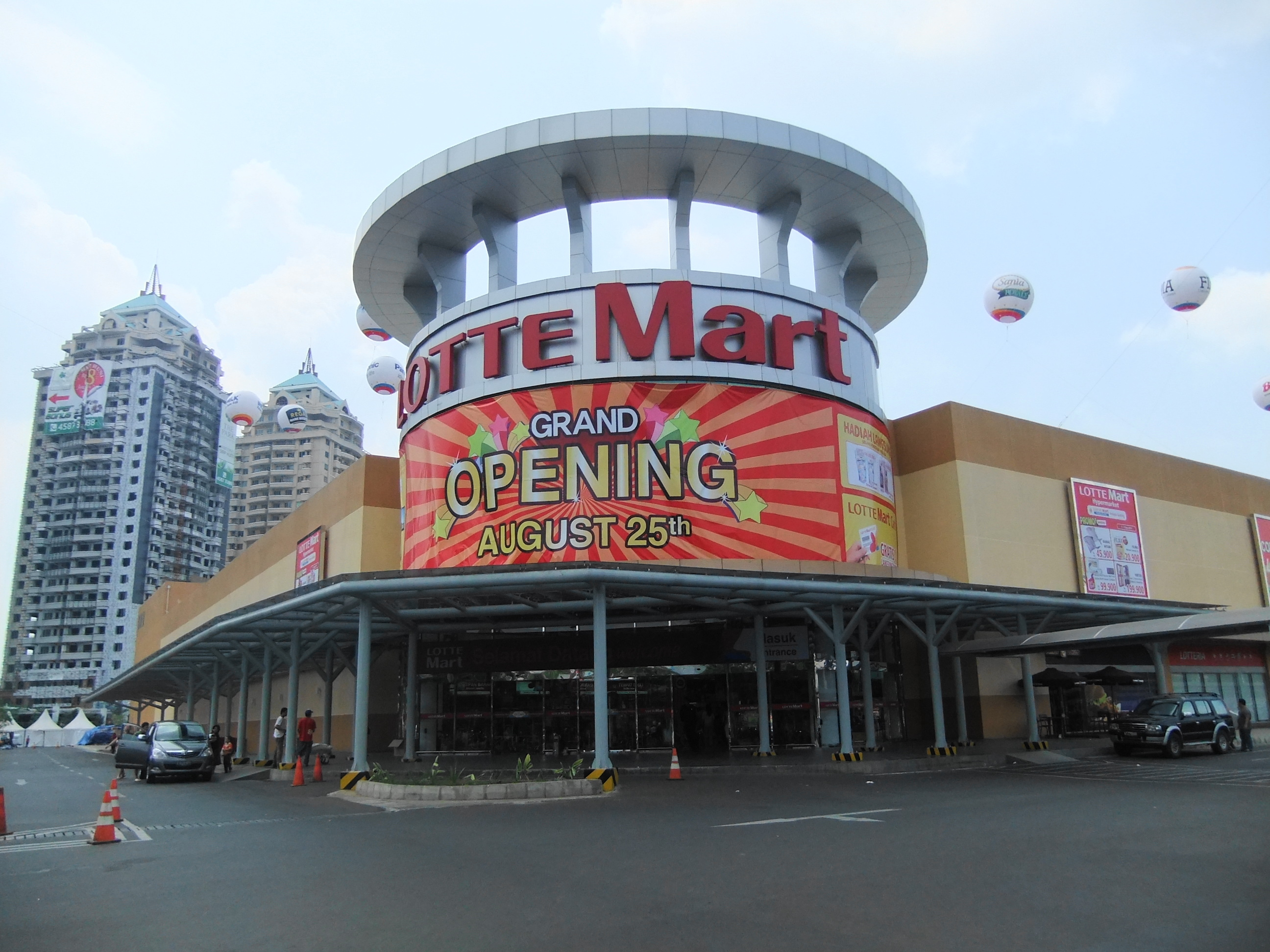
인도네시아점
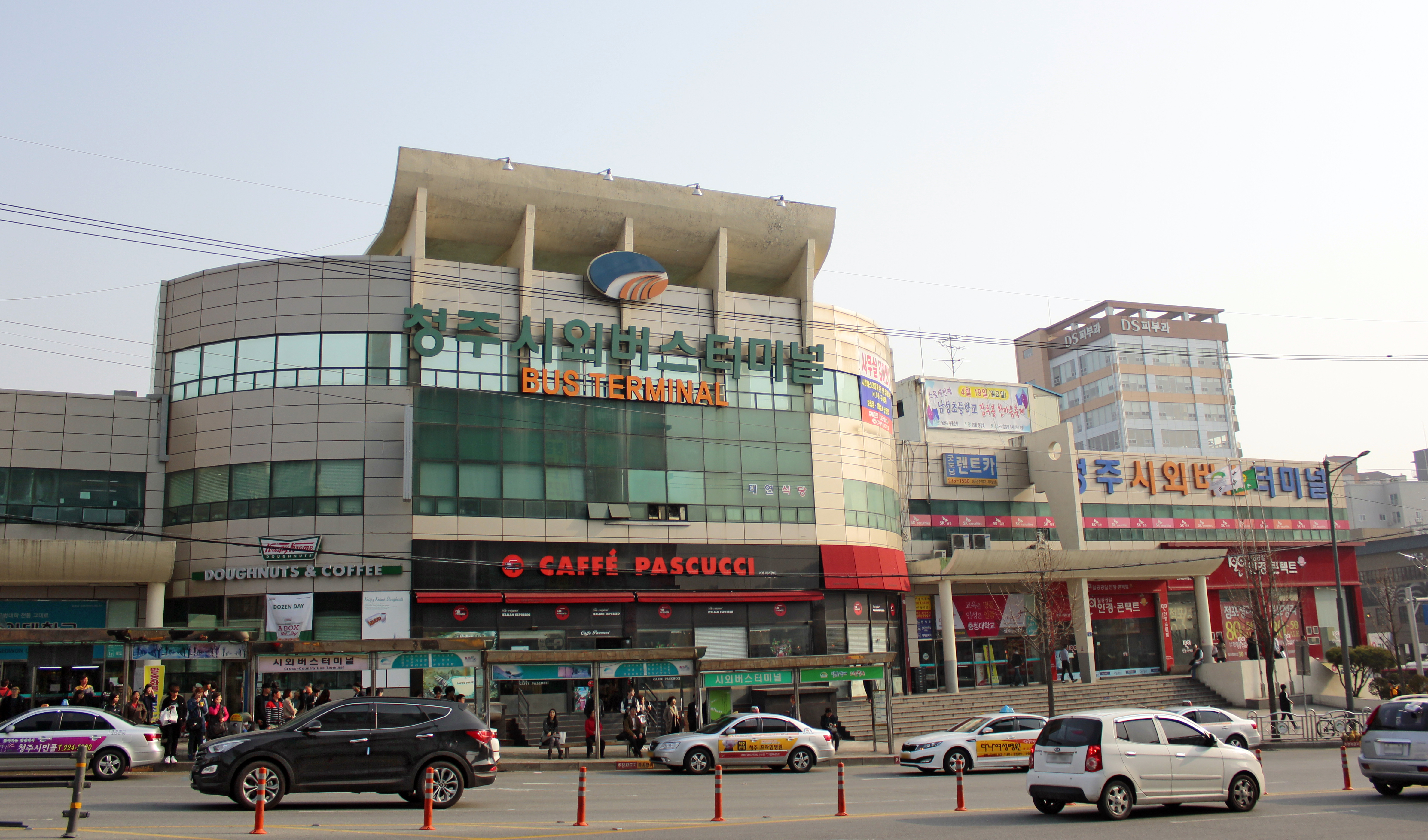
청주시외버스터미널 (건너편이 롯데마트 청주점이다.)
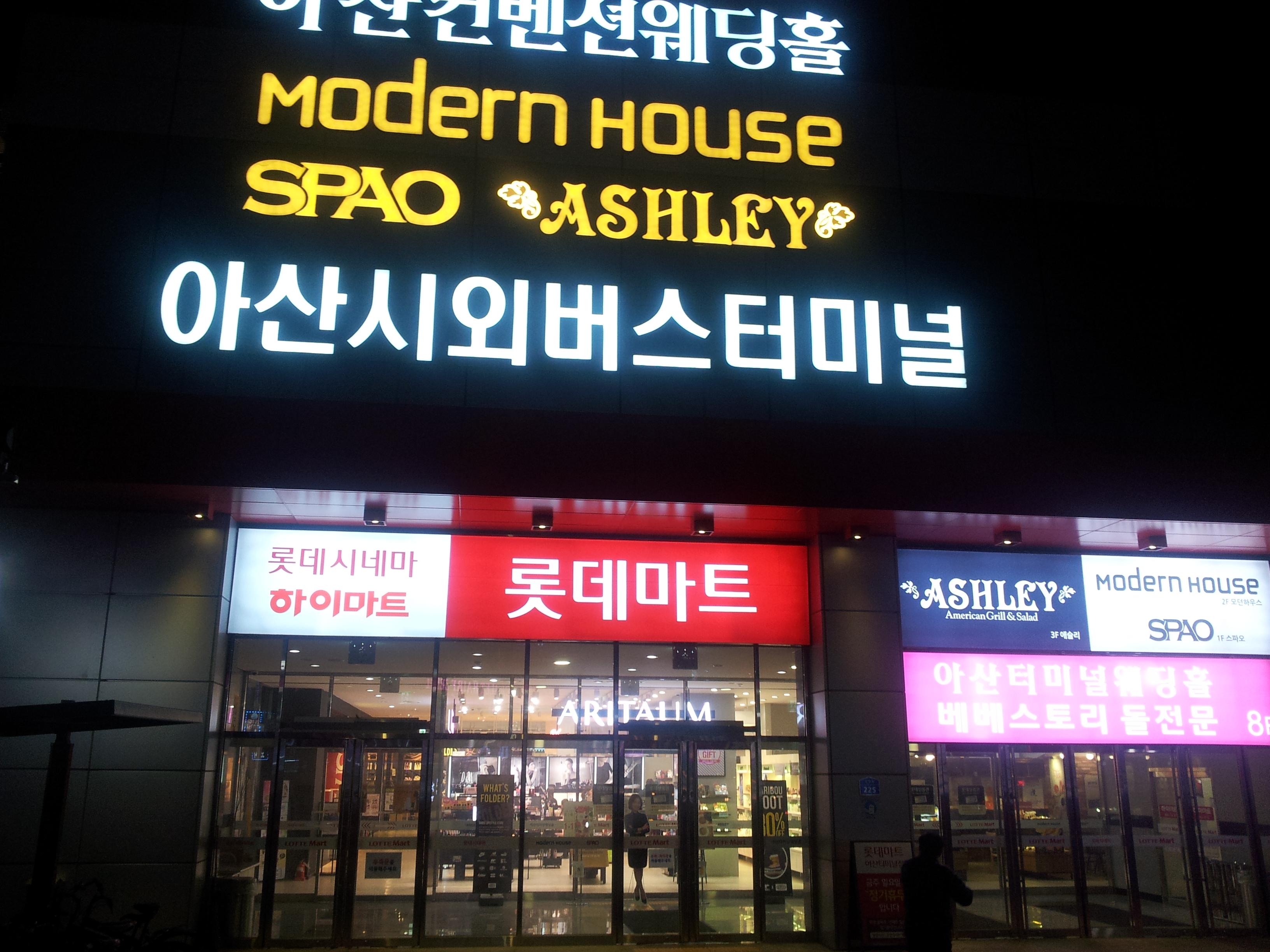
롯데마트 아산점